# Bembéréké (ort)
Bembéréké, även skrivet Bembèrèkè, är en ort i Benin.   Den ligger i departementet Borgou, i den centrala delen av landet, 400 kilometer norr om huvudstaden Porto-Novo. Bembèrèkè ligger 445 meter över havet och antalet invånare är 24 006. Den ligger i kommunen Bembéréké. 
Terrängen runt Bembèrèkè är huvudsakligen platt. Bembèrèkè ligger uppe på en höjd. Det finns inga andra samhällen i närheten. 
Omgivningarna runt Bembèrèkè är huvudsakligen savann. Runt Bembèrèkè är det ganska glesbefolkat, med 26 invånare per kvadratkilometer.